# Saint-Laurent-de-la-Barrière
Pour les articles homonymes, voir Saint-Laurent et Barrière.
Saint-Laurent-de-la-Barrière est une ancienne commune du Sud-Ouest de la France située dans le département de la Charente-Maritime, en région Nouvelle-Aquitaine. Ses habitants sont appelés les  Saint-Laurentais  et les Saint-Laurentaises.
Le 1er janvier 2018, elle fusionne avec les communes de Chervettes et Vandré pour former la commune nouvelle de La Devise.

## Géographie
Cette petite commune rurale du canton de Saint-Jean-d'Angély est une des moins peuplées de son canton et une des seules à recenser moins de 100 habitants.

### Communes limitrophes
| Vandré    | Chervettes                   |            |
| Genouillé | Saint-Laurent-de-la-Barrière | Puyrolland |
|           | Annezay                      |            |

## Toponymie

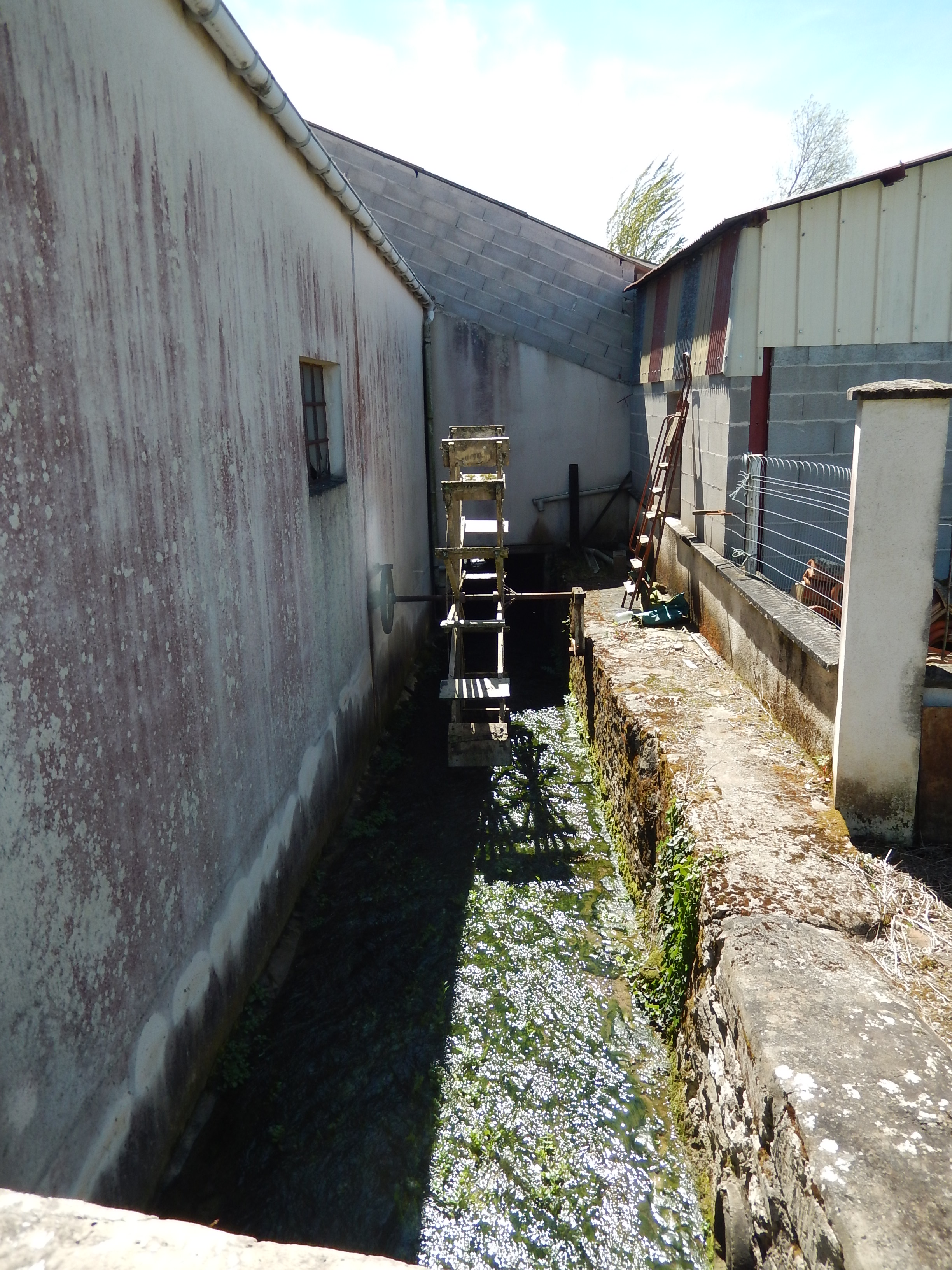
La rivière Devise, dans le hameau de Beauroux.

Prenant sa source sur la commune voisine de Chervettes, la Devise est un cours d'eau qui servait autrefois de frontière entre l'Aunis et la Saintonge. Il y avait sur la commune un octroi faisant office de péage pour les transports effectués entre ces deux pays. La commune était donc au Moyen Âge  le  Saint Laurent de la barrière comme il y avait le Saint-Laurent-de-la-Prée (prairie). De nombreux clochers étant dédiés à ce saint très populaire et il était alors nécessaire de préciser de quel saint Laurent on parlait.
L'article a fini par disparaître du langage oral au fur et à mesure que les différents clochers attribués à saint Laurent s'intégraient dans des villages de noms bien différents.

## Administration

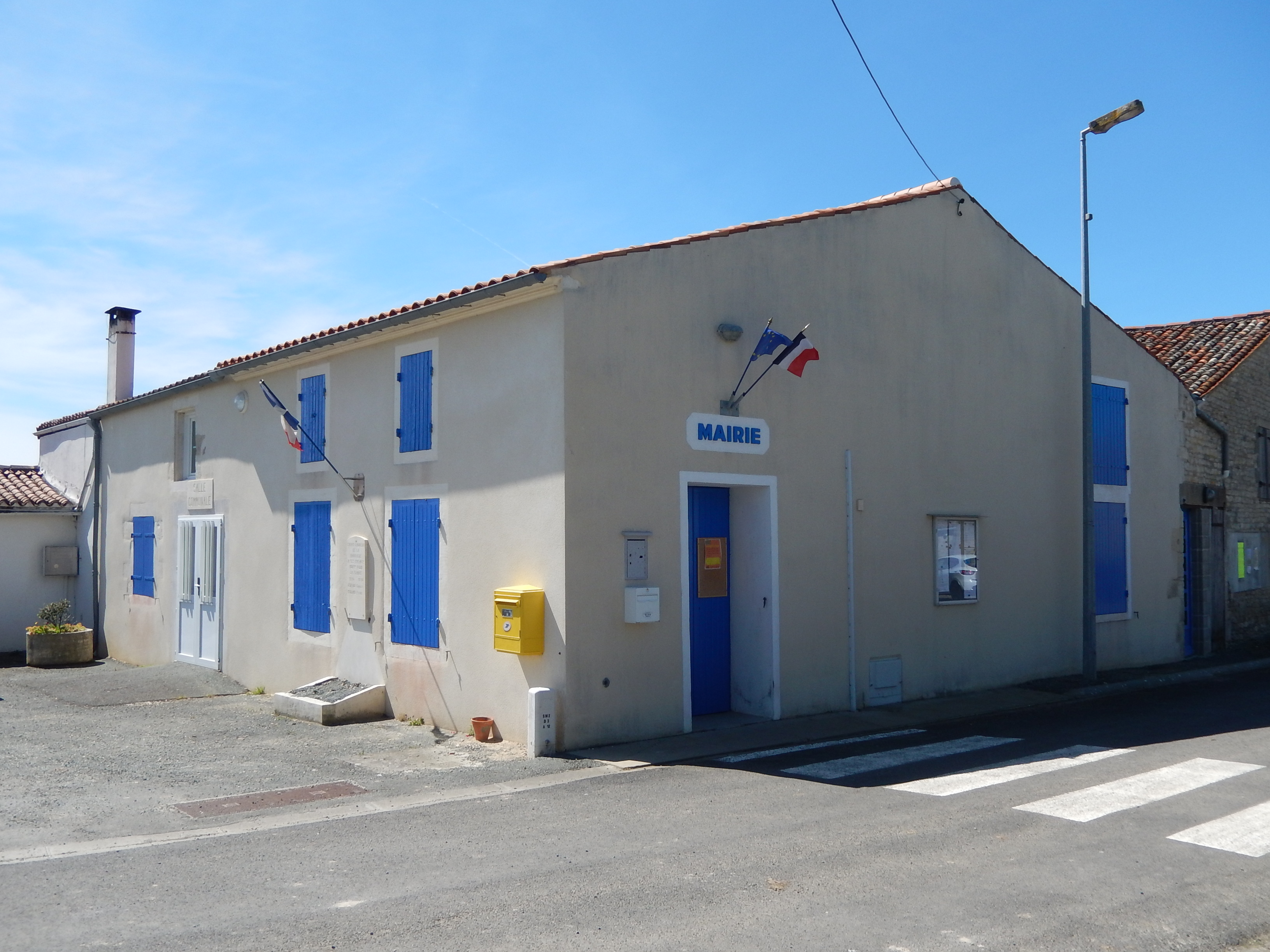
La mairie de Saint-Laurent-de-la-Barrière.

### Liste des maires
| Période                                  | Période  | Identité                    | Étiquette | Qualité |
| ---------------------------------------- | -------- | --------------------------- | --------- | ------- |
| avant 1988                               | 1995     | Roger Grellier              |           |         |
| 1995                                     | 2014     | Gérard Massé                | SE        |         |
| 2014                                     | En cours | Marie-Véronique Charpentier |           |         |
| Les données manquantes sont à compléter. |          |                             |           |         |

## Démographie

### Évolution démographique
L'évolution du nombre d'habitants est connue à travers les recensements de la population effectués dans la commune depuis 1793. Pour les communes de moins de 10 000 habitants, une enquête de recensement portant sur toute la population est réalisée tous les cinq ans, les populations de référence des années intermédiaires étant quant à elles estimées par interpolation ou extrapolation. Pour la commune, le premier recensement exhaustif entrant dans le cadre du nouveau dispositif a été réalisé en 2007.

En 2015, la commune comptait 104 habitants, en évolution de +10,64 % par rapport à 2009 (Charente-Maritime : +4,04 %, France hors Mayotte : +2,11 %).
| 1793 | 1800 | 1806 | 1821 | 1831 | 1836 | 1841 | 1846 | 1851 |
| ---- | ---- | ---- | ---- | ---- | ---- | ---- | ---- | ---- |
| 154  | 118  | 110  | 134  | 175  | 187  | 169  | 234  | 172  |

| 1856 | 1861 | 1866 | 1872 | 1876 | 1881 | 1886 | 1891 | 1896 |
| ---- | ---- | ---- | ---- | ---- | ---- | ---- | ---- | ---- |
| 195  | 213  | 227  | 226  | 230  | 201  | 172  | 156  | 136  |

| 1901 | 1906 | 1911 | 1921 | 1926 | 1931 | 1936 | 1946 | 1954 |
| ---- | ---- | ---- | ---- | ---- | ---- | ---- | ---- | ---- |
| 122  | 133  | 142  | 135  | 118  | 127  | 106  | 112  | 131  |

| 1962 | 1968 | 1975 | 1982 | 1990 | 1999 | 2006 | 2007 | 2012 |
| ---- | ---- | ---- | ---- | ---- | ---- | ---- | ---- | ---- |
| 110  | 95   | 90   | 83   | 70   | 73   | 88   | 90   | 102  |

| 2015 | - | - | - | - | - | - | - | - |
| ---- | - | - | - | - | - | - | - | - |
| 104  | - | - | - | - | - | - | - | - |

## Lieux et monuments

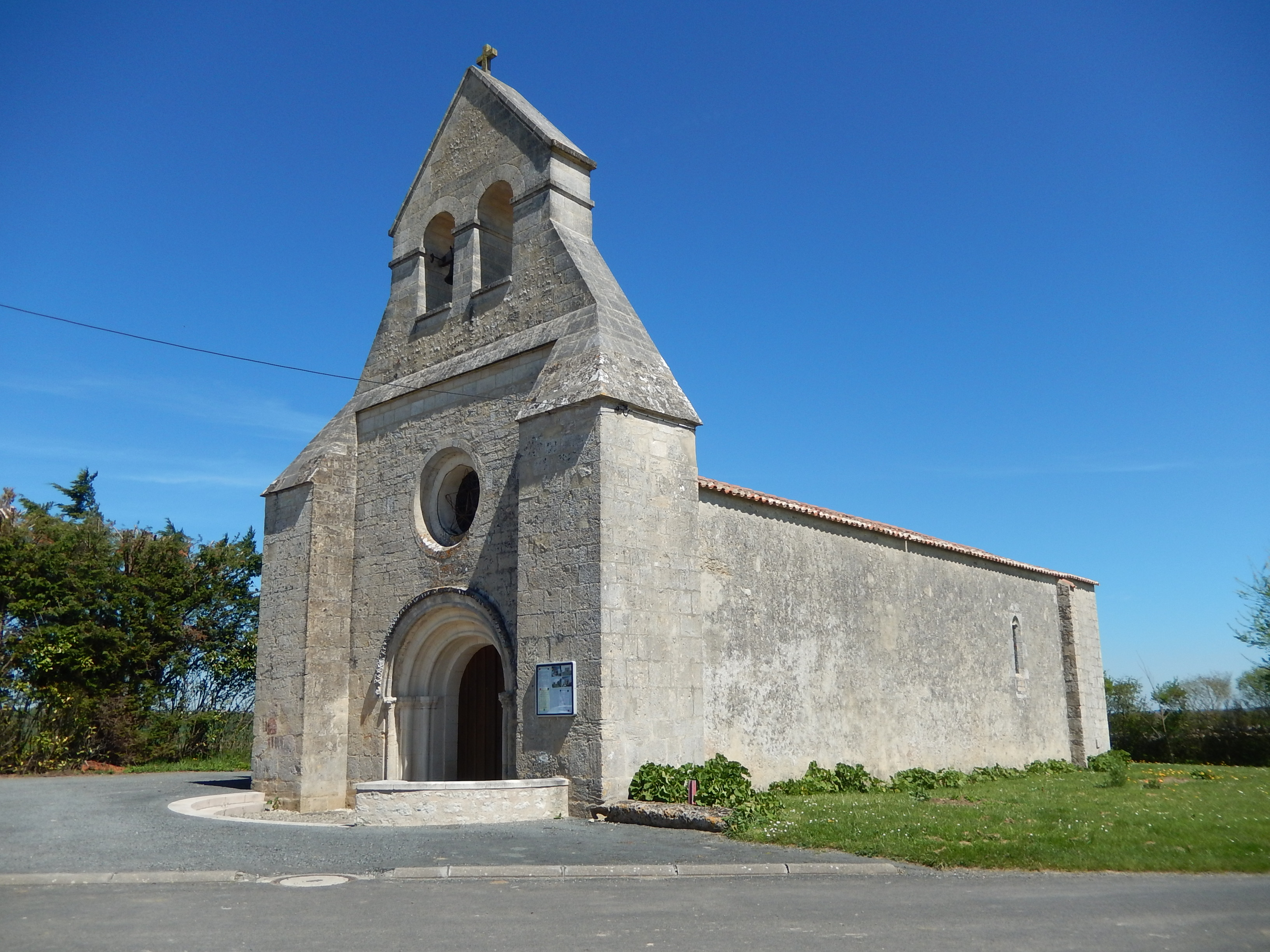
L'église Saint-Laurent restaurée.

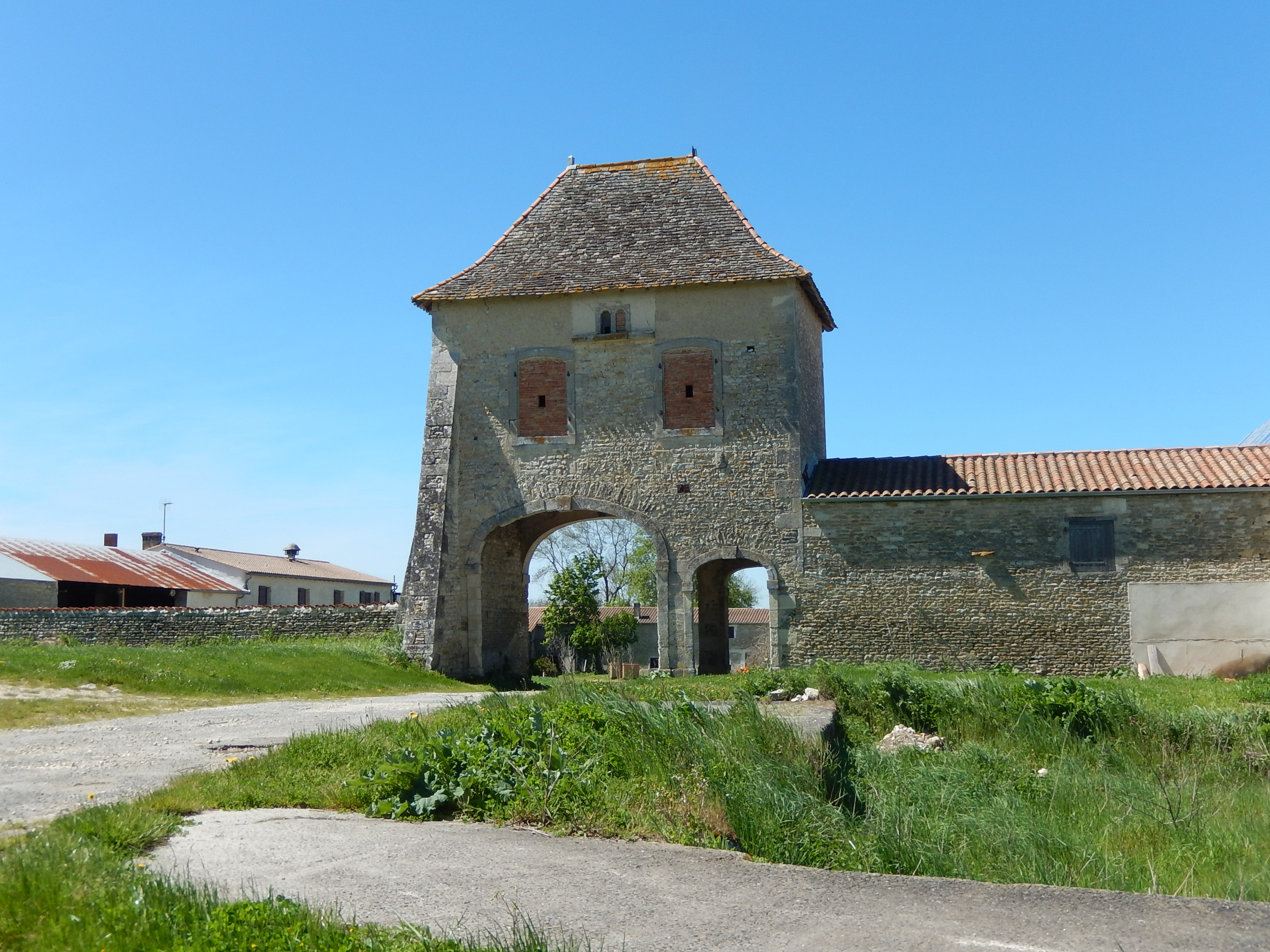
Le portail du logis de la Bastière.

- L'église du XIIe siècle, classée à l'inventaire des monuments historiques le 9 décembre 1948[9]. Une tempête en fit tomber le clocher en 1936. L'édifice se délabra dès lors, jusqu'aux travaux de rénovation entrepris dans les années 2000 (les travaux de rénovation se sont achevés en 2005)[10].
- Le logis de la Bastière, datant du XVIIe siècle. Reconverti en chambres d'hôtes.